# The Layover
The Layover es una película de comedia sexual y road movie protagonizada por Alexandra Daddario, Kate Upton, Matt Barr, Matt L. Jones, Rob Corddry, Kal Penn, Molly Shannon, y William H. Macy. Macy también es el director y el guion está escrito por David Hornsby y Lance Krall. La grabación comenzó a principios de mayo del 2015 y se completó a principios de junio del 2015.

## Sinopsis
Cuando dos mejores amigas deciden tomarse unas vacaciones tropicales para escapar del estrés de sus vidas,  una advertencia de huracán envía su vuelo a St. Louis, y las dos empezarán a luchar por el mismo chico que han conocido en el avión.

## Reparto
- Alexandra Daddario como Kate.
- Kate Upton como Meg.
- Matt Barr
- Matt L. Jones como Craig.
- Rob Corddry
- Kal Penn
- Molly Shannon
- William H. Macy

## Producción
El 25 de marzo de 2015,  fue anunciado que William H. Macy dirigiría y protagonizaría una comedia sexual y road trip, titulada The Layover,con guion de David Hornsby y Lance Krall. Keith Kjarval produciría a través de Unified Pictures, junto con Aaron L. Gilbert a través de Bron Studios. Lea Michele y Kate Upton fueron elegidas para interpretar a las mejores amigas que deciden tomarse unas vacaciones para olvidarse de sus problemas. Todo se desmorona cuándo su vuelo se desvía a St. Louis. El 24 de abril de 2015, TheWrap reveló que Alexandra Daddario se había unido a la película. Rob Corddry, Kal Penn y Matt Barr fueron confirmados para formar parte del reparto el 7 de mayo de 2015, por THR. Más tarde se confirmó que Daddario sustituiría a Michele después de eejar esta el proyecto, mientras Matt L. Jones fue también confirnado.
La grabación comenzó la primera semana de mayo del 2015 y finalizó la segunda semana de junio del 2015.